# 宮崎県道309号川床日向新富停車場線
宮崎県道309号川床日向新富停車場線（みやざきけんどう309ごう かわとこひゅうがしんとみていしゃじょうせん）は、宮崎県児湯郡新富町を通る一般県道である。

## 概要
児湯郡新富町大字新田から日向新富駅に至る。

### 路線データ
- 起点：児湯郡新富町大字新田（新富町川床交差点、宮崎県道24号高鍋高岡線交点）
- 終点：児湯郡新富町大字三納代（三納代停車場、日向新富駅前ロータリー）

## 歴史
- 1959年（昭和34年）6月1日 - 宮崎県告示第226号[1]により路線認定される。当時の整理番号は102。

## 地理

### 通過する自治体
- 児湯郡新富町

### 交差する道路
| 交差する道路              | 交差する場所 | 交差する場所            |
| ------------------------- | ------------ | ----------------------- |
| 宮崎県道24号高鍋高岡線    | 大字新田     | 新富町川床交差点 / 起点 |
| 宮崎県道44号宮崎高鍋線    | 大字新田     | 平伊倉交差点            |
| 国道10号                  | 大字三納代   | 三納代交差点            |
| 宮崎県道306号今別府八幡線 | 大字三納代   | 新富町新町交差点        |

### 交差する河川
- 鬼付女川

### 沿線
- 児湯郡新富町
  - JR九州日豊本線 日向新富駅
  - 新富町立上新田小学校
  - 新富町立上新田中学校
  - 宮崎県立児湯るぴなす支援学校
  - 湯の宮座論梅
  - のぞみ保育園
  - 新町保育園
  - 厳島神社
  - 新富町温泉健康センター サン・ルピナス